# کیک زرد

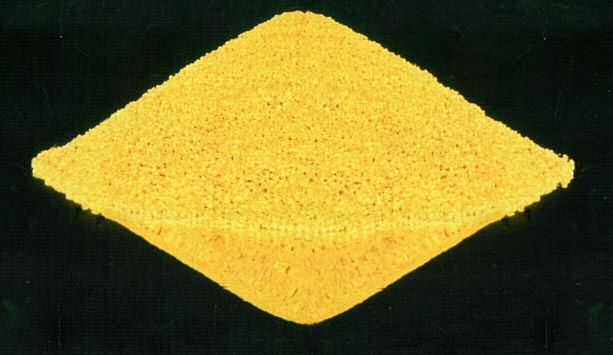
گرد کیک زرد روی سطح شیشه

کیک زرد (به انگلیسی: Yellowcake) عنوانی است که به اکسید اورانیوم غلیظ شده (U۳O۸) داده شده که برای تهیه اورانیوم غنی‌شده استفاده می‌شود و عموماً برای تهیه سوخت رآکتور هسته‌ای کاربرد دارد.
کیک زرد که به نام اورانیا (Urania) هم شناخته می‌شود در واقع خاک معدنی اورانیوم است که پس از گذراندن مراحل تصفیه و فراوری لازم از سنگ معدنی آن تهیه می‌شود. تهیه این ماده به منزله رسیدن به بخش میانی مراحل مختلف تصفیه سنگ معدن اورانیوم است و فاصله بسیار زیادی برای استفاده در بمب اتمی دارد.
روش تهیه کیک زرد به‌طور معمول با آسیاب کردن و پردازش‌های شیمیایی بر روی سنگ معدن اورانیوم، پودر زبر و زردرنگی به دست می‌آید و حدود ۸۰ درصد غلظت اکسید اورانیوم آن خواهد بود. این پودر در دمایی معادل ۲۸۷۸ درجه سانتیگراد ذوب می‌شود.
برای تهیه کیک زرد، کانسنگ اورانیوم را بعد از استخراج از معدن آسیاب می‌کنند و بعد از شستشو با اسید سولفوریک، آن را خشک و صاف می‌کنند. نام «کیک زرد» به خاطر رنگ زرد آن در مراحل اولیه کار است. کیک زرد ماده‌ای پرتوزا است.
تمام کشورهایی که در آن‌ها اورانیوم استخراج می‌شود کیک زرد هم می‌سازند.

## روش تهیه کیک زرد
ابتدا سنگ معدن با دستگاه‌های مخصوصی خرد و آسیاب می‌شود، پس از آن برای جداسازی اورانیم و بالابردن خلوص خاک سنگ، آن را در حمامی از اسید سولفوریک، آلکالاین یا پراکسید می‌خوابانند؛ این عمل برای به دست آوردن اورانیوم خالص تر صورت می‌شود، ماده حاصل شده در این مرحله قهوه‌ای یا سیاه است و زرد نیست، سپس این محصول به دست آمده را خشک و فیلتر می‌کنند و نتیجه آن چیزی خواهد شد که به «کیک زرد» معروف است.
امروزه روش‌های جدیدی برای تهیه این پودر اورانیوم وجود دارد که محصول آن‌ها بیش از آن که زرد باشد به قهوه‌ای و سیاه نزدیک است، در واقع رنگ ماده به دست آمده به میزان وجود ناخالصی‌ها در این پودر بستگی دارد.
نهادن این نام بر روی این محصول به گذشته بر می‌گردد که کیفیت روش‌های خالص‌سازی سنگ معدن مناسب نبود و ماده به دست آمده، زرد رنگ بود.

## مواد تشکیل‌دهنده کیک زرد
بخش اصلی کیک زرد (معادل ۷۰–۹۰ درصد وزنی) شامل اکسیدهای اورانیوم با فرمول شیمیایی U3O۸ یا سایر اکسیدهاست و بقیه آن از دیگر موادی تشکیل شده‌است که مهم‌ترین آن‌ها عبارتند از:
- هیدروکسید اورانیوم با فرمول شیمیایی UO2(OH)۲ یا UO۲)2(OH)۲) که در صنایع ساخت شیشه و سرامیک استفاده می‌شود. این ماده تشعشع رادیواکتیو دارد و باید در شرایط خاصی نگهداری و حمل شود.
- اورانیم سولفات با فرمول شیمیایی U(SO۴)۲ که ماده‌ای بی‌بو با رنگ زرد لیمویی است.
- اکسید اورانیوم زرد (یا اورانیت سدیم) با فرمول شیمیایی Na2O (UO3)۲٫۶H2O که ماده‌ای با رنگ زرد - نارنجی است.
- پراکسید اورانیوم با فرمول شیمیایی UO۴·nH2O با رنگ زرد کم‌رنگ.

یکی از کاربردهای کیک زرد، تهیه UF۶ است. این گاز در وضع عادی حدود هفت صدم درصد شامل ایزوتوپ ۲۳۵ و بقیه آن ایزوتوپ ۲۳۸ است. در مرحله غنی‌سازی درصد U-۲۳۵ به حدود ۵٫۳ یا حتی بیشتر افزایش داده می‌شود.

## کاربردهای کیک زرد
کیک زرد عموماً برای تهیه سوخت رآکتور هسته‌ای به کار برده می‌شود، در واقع این ماده است که پس از پردازش‌هایی به UO۲ تبدیل و برای استفاده در میله‌های سوختی به کار برده می‌شود.
این ماده همچنین می‌تواند برای غنی‌سازی به گاز هگزافلوراید اورانیوم یا UF6 تبدیل شود، چون در این صورت می‌توان چگالی ایزوتوپهای اورانیوم ۲۳۵ را در آن افزایش داد.
در هر صورت کیک زرد در اغلب کشورهایی که معادن طبیعی اورانیوم دارند تهیه می‌شود و تولید این ماده مشکل خاصی ندارد و به‌طور متوسط سالیانه ۶۴ هزار تن از این ماده در جهان تولید می‌شود. کانادا، یکی از تولیدکنندگان این ماده است، این کشور معادنی دارد که خلوص سنگ اورانیوم آن‌ها به ۲۰ درصد هم می‌رسد. در آسیا نیز کشوری مانند قزاقستان صنایع بزرگ تولید این پودر را دارد. قیمت این پودر در بازارهای بین‌المللی، هر کیلوگرم حدود ۲۵ دلار است.